# Rüdiger Kowalke

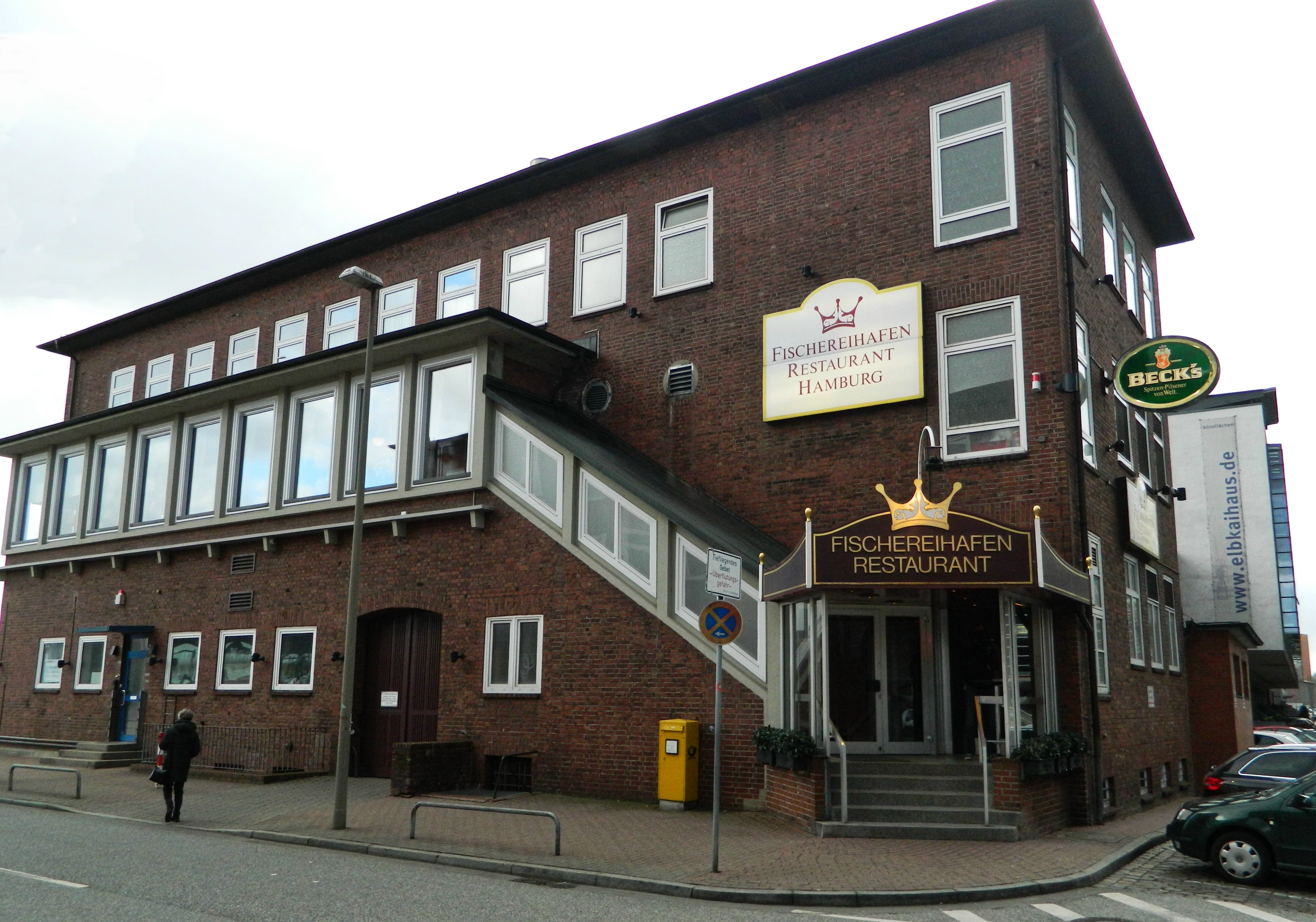
Fischereihafen Restaurant (2012) äußerlich unverändert, so wie Rüdiger Kowalke es 1980 übernahm.

Rüdiger Kowalke (* 4. Dezember 1947 in Lübeck; † 16. Februar 2019 in Hamburg) war ein deutscher Gastronom.

## Leben
Rüdiger Kowalke  stammt aus einer alten Lübecker Gastronomenfamilie, seine Eltern hatten ein Karpfenrestaurant in Reinfeld. Er absolvierte in den Jahren 1963 bis 1966 eine Kochlehre und anschließend eine Hotelfach-Ausbildung. Später war er stellvertretender Küchenmeister im Hamburger Flughafen-Restaurant. Von 1973 bis 1980 arbeitete er als geschäftsführender Direktor im Hotel Kaltenkirchener Hof in Kaltenkirchen, wo er zuvor als Chefkoch tätig war. 1976 erfolgte seine Aufnahme in die Chaine des Rotisseurs. Anfang 1981 übernahm er als Inhaber das 1950 gegründete Fischereihafen Restaurant (kurz Fischereihafen)  – mit Blick auf die Elbe – an der Große Elbstraße in Hamburg. Er machte dies zu einer der bekanntesten und teuersten Adressen für Fischgourmets in Deutschland. 1997 nahm er seinen Sohn Dirk Kowalke als gleichberechtigten Gesellschafter in das Unternehmen hinein. Im Jahr 2009 erkrankte er an einem Gallengangskarzinom, welcher erfolgreich operativ reseziert werden konnte.

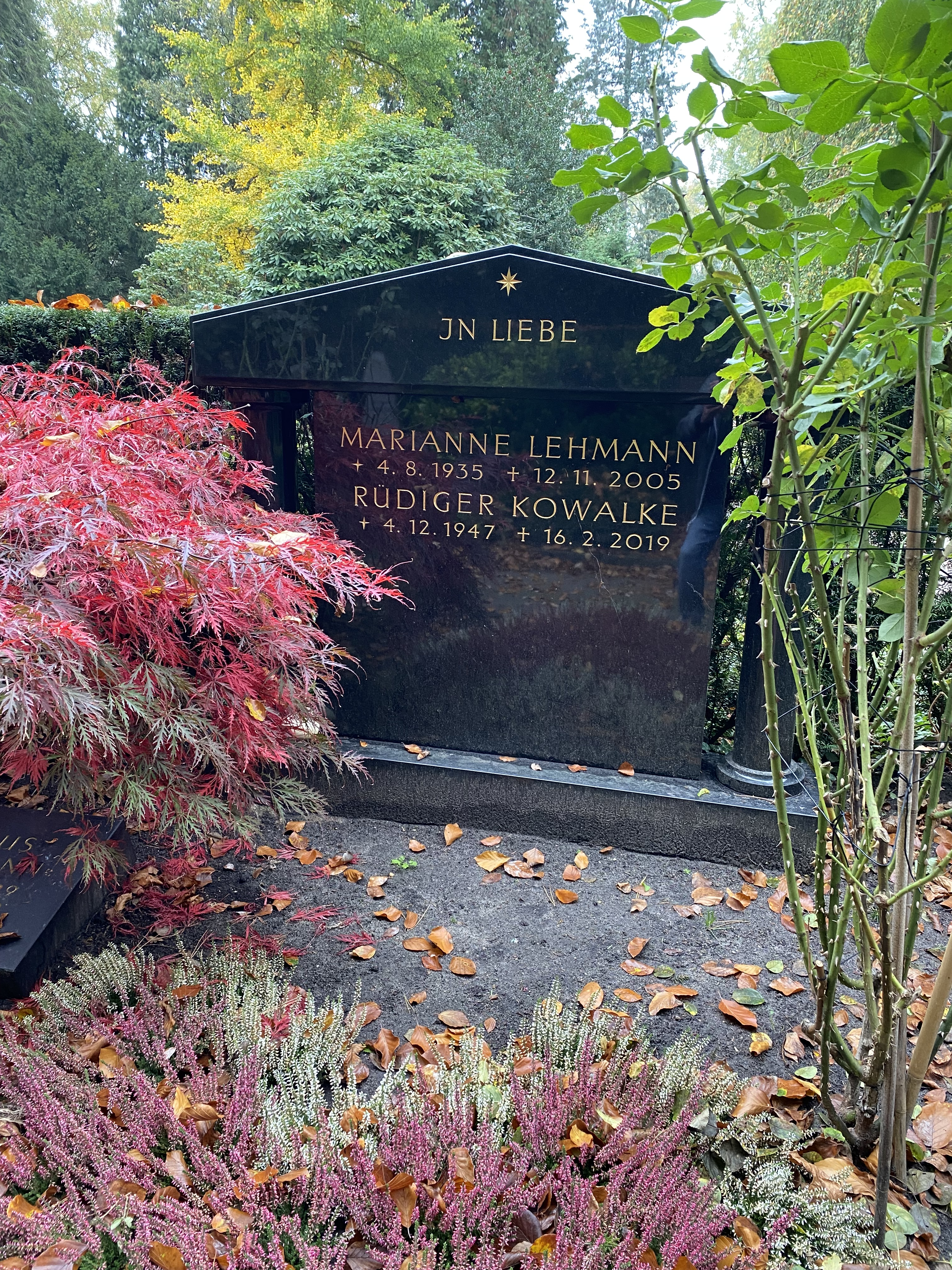
Grabstätte

Am 16. Februar 2019 starb er infolge einer erneuten Krebserkrankung. Rüdiger Kowalke fand seine letzte Ruhestätte auf dem Nienstedtener Friedhof im gleichnamigen Hamburger Stadtteil.

## Publikationen
- Fish & Vips – Das Hamburger Fischereihafen-Restaurant: Kreative Rezepte – Prominente Gäste. Kabel, Hamburg 1985, ISBN 3-8225-0004-6.
- Fisch & Vips – Die besten Rezepte des Hamburger Fischereihafen Restaurants. Ellert & Richter, Hamburg 2001, ISBN 3-89234-953-3.